# Condilartres
Els condilartres (Condylarthra) són un tàxon calaix de sastre que agrupa mamífers ungulats extints que visqueren entre el Cretaci i l'Oligocè. Són uns dels mamífers més característics del Paleocè i il·lustren el nivell evolutiu de la mastofauna d'aquesta època.
Kharmerungulatum vanvaleni i Protungulatum són els condilartres més primitius coneguts.